# Mencía Calderón
Mencía Calderón Ocampo, conhecida como la Adelantada (Aldeiadávila da Ribeira, 1514 – Assunção, 1564), foi uma nobre espanhola empreendedora e exploradora que se tornou na primeira mulher a fazer uma expedição ao Rio da Prata.

## Biografia
Mencia nasceu na Vila de Medellín, na província espanhola de Badajoz, era filha de Alonso Calderón e Ana Ocampo, uma família nobre da Estremadura espanhola. Do lado da mãe, Mencía era parente de Francisco Pizarro .
Era casada com Juan de Sanabria, 10 anos mais velho e parente de Hernán Cortés, um explorador espanhol que foi escolhido pelo conselho das Índias para liderar uma expedição ao Rio da Prata, mas morreu pouco antes de embarcar com uma hemorragia cerebral. Ela conseguiu que o seu enteado Diego de Sanabria substituísse o pai na expedição, que tinha como objectivo levar um primeiro grupo de nobres para Novo Mundo, e lá criar uma aristocracia colonial de natureza europeia consolidando a presença da coroa espanhola na América do Sul.

## A Expedição
No dia 10 de Abril de 1550, Mencía Calderón embarcou para as Américas. A expedição era composta por 300 pessoas, entre elas estavam os capitães Cristóbal de Saavedra (seu futuro marido), Hernando de Salazar e Francisco Becerra, as filhas dela, 50 damas solteiras, mulheres de vários conquistadores, 80 marinheiros e o aventureiro Hans Staden, que escreveria a crónica da expedição.
A frota sobreviveu a tempestades e a ataques de corsários franceses antes de conseguir chegar à ilha de Santa Catatina, no Brasil. A partir daqui percorreram a costa do Brasil, onde permaneceram durante um ano, período em que repararam os navios e construíram outros mais resistentes com o que restava dos outros. Depois deste período de descanso partiram para Asunción (Paraguai).
As discussões entre Salazar e Saavedra tornaram-se constantes e foi Mencía que organizou a expedição e manteve o grupo unido. Ela adoptou o nome e o posto de Adelantada (Avançada) e guiou a expedição composta por homens e mulheres através de 1600 km de floresta tropical, rios, selvas, enfrentando animais perigosos, entre outros perigos. seguindo o mesmo caminho pelo qual haviam passado anos antes Alejo García e Alvar Núñez Cabeza de Vaca.
As mulheres desempenharam um importante papel na sobrevivência do grupo. Cosiam velas, cozinhavam, juntavam madeira e participavam em todas as actividades. Apesar dos cuidados de Mencía com as mulheres solteiras que iam para casar com os espanhóis que estavam em Asunción, não conseguiu evitar parte delas se casassem com oficiais e funcionários que seguiam na comitiva o que reduziu o número de noivas para os que já lá estavam.
Chegaram a Asunción, no actual Paraguai em 1556, onde surgiram alguns problemas pois as mulheres que iam ter com os maridos descobriram que estes se tinham casado com mulheres indígenas com as quais tinham tido filhos.
A sua filha Maria casou com Hernando de Trejo e o seu neto Fernando Trejo y Sanabria é o fundador da Universidad Nacional de Córdoba, na Argentina.